# Воробкевич, Исидор Иванович
Исидор Иванович Воробкевич (укр. Сидір Іванович Воробкевич, рум. Isidor Vorobchievici; 5 (17) мая 1836, Черновцы — 19 сентября 1903, Черновцы) — украинский писатель и композитор, священник.
Родился Сидор Иванович Воробкевич 5 мая 1836 в Черновцах в семье учителя философии и богословия. Оставшись в детстве круглым сиротой, он вместе с сестрой и младшим братом Григорием, тоже стал известным на Буковине общественно-культурным деятелем и поэтом, воспитывался дедом и бабкой в городке Кицмань. Здесь получил начальное образование (учился в 4-классной немецкой школе). Окончил семинарию в Черновцах (1861), частным образом изучал музыку в Вене у Франца Кренна, в 1868 г. сдал экзамены в Венской консерватории, получив диплом хормейстера и вокального педагога. Служил священником и регентом на Буковине, с 1867 г. преподавал пение в Черновицкой семинарии, с 1875 г. — на богословском факультете Черновицкого университета.
В 1863 г. дебютировал в печати как поэт. В дальнейшем публиковал стихи, поэмы, рассказы, пьесы; в 1901 г. выпустил стихотворный сборник «Над Прутом» с предисловием Ивана Франко. Печатался под псевдонимом Данило Млака. Как композитор написал ряд хоровых и вокальных произведений, в том числе на стихи Василе Александри, Михая Эминеску, Тараса Шевченко. Воробкевичу принадлежит ряд учебных пособий, среди его учеников были, в частности, Чиприан Порумбеску и Ойзебиус Мандычевский.

## Исследования творчества
Творчеству И. И. Воробкевича посвящены диссертации:
- П. М. Никоненко «С. И. Воробкевич. Жизнь, творчество и место в литературном процессе второй половины XIX в.» (Черновцы, 1976).[3]
- Шатилова Н. А. «Идиостиль Сидора Воробкевича» (Черновцы, 2011).[4]

В 2021 году у лицея номер 20 в Черновцах завершают реставрационные работы монумента Сидору Воробкевичу. Также начали реставрацию бюста Сидору Воробкевичу в городском сквере возле Черновицкого национального университета.